# Hymedesmia prostrata
Hymedesmia prostrata är en svampdjursart som beskrevs av Thiele 1903. Hymedesmia prostrata ingår i släktet Hymedesmia och familjen Hymedesmiidae.
Artens utbredningsområde är Aldabra. Inga underarter finns listade i Catalogue of Life.